# I 99
I 99 (in arabo: التسعة وتسعون "al-tisa'a wa tisaun"), è un comic book pubblicato da Teshkeel Comics, casa editrice del Kuwait fondata da Naif al-Mutawa e partner ufficiale della Marvel in Medio Oriente. È un'idea del fumettista arabo Naif al-Mutawa e di altri fumettisti come Fabian Nicieza, Stuart Moore, June Brigman, Dan Panosias, Sean Parsons e Monica Kubina.
Il fumetto ha fatto la sua prima comparsa nell'agosto del 2007 ed è distribuito in lingua araba ed inglese. È diffuso nel Medio Oriente e anche altrove: Stati Uniti, Arabia Saudita, India e Indonesia.

## Trama
La vicenda ha inizio nel 1258, quando le armate di Gengis Khan distruggono a Baghdad la più importante biblioteca del mondo arabo. 
Un uomo, il dottor Ramzi, riesce a salvare tutto il sapere contenuto in quella biblioteca, detta "dar al-hikma", cioè "Casa della sapienza", in 99 pietre dette "Noor Stones". Queste pietre verranno trovate da 99 ragazzi, i protagonisti della storia, che da esse avranno poteri magici. Tutti insieme, capeggiati dal dottor Ramzi, lottano contro il male e contro tutti quelli che vogliono rubare le loro pietre preziose.
I protagonisti della storia sono 99 persone, ragazzi ed adulti, provenienti da ogni parte del mondo. Sono 99 come i nomi di Allah elencati nel Corano. Ogni personaggio incarna uno dei 99 valori globali come la saggezza, la misericordia, la forza e la fedeltà. Sono tutti musulmani.

## Personaggi
I ragazzi più importanti che formano la squadra dei 99 sono:
- Noora La Luce: originaria degli Emirati Arabi Uniti, ha la capacità di scorgere la luce della verità nelle altre persone;
- Widad l'Amorevole: originaria delle Filippine, sa indurre l'amore e la felicità nelle altre persone;
- Sami l'Ascoltatore: originario del Sudan, vive in Francia. È muto, ma può udire ciò che nessun umano potrebbe percepire;
- Hadya la Guida: londinese di famiglia pakistana, ha il dono di mappare nella mente ogni luogo in cui si trova;
- Darr il Tormentatore: ragazzo ridotto su una sedia a rotelle, è in grado di manipolare le terminazioni nervose per provocare o evitare dolore;
- Batina la Nascosta: eroina femminile yemenita con il burqa, che ha il potere dell'invisibilità;
- Jubba il Potente: una specie di Hulk saudita;
- Samda l'Invulnerabile: libanese, 8 anni. Indossa il velo ed ha il potere di emettere un campo di forza che protegge lei e chi le sta intorno;
- Baeth il Mittente: originario della Giordania. Il suo potere è di saper spostare gli oggetti con la mente;
- Baqi l'Eterno: egiziano, ha una resistenza sovraumana;
- Jaleel il Maestoso: iraniano, può sparare palle di fuoco;
- Mujiba la Risponditrice: originaria della Malaysia, porta il velo. La sua mente è una biblioteca vivente, conosce le 99 pietre e tutto il sapere contenuto nei libri della vecchia biblioteca;
- Mumita la Distruttrice: ragazza portoghese, è particolarmente veloce ed agile;
- Jabbar il Potente: dell'Arabia Saudita, è molto forte e resistente;
- Fattah l'Iniziatore: indonesiano, ha capacità di "viaggiare" nel tempo;
- Aleem l'Onnisciente: ha 8 anni ed è originario del Qatar. Può prevedere il futuro;
- Rafie il Sollevatore: turco, può volare ed alzare gli oggetti in aria con la mente;
- Wassi l'Immenso: indiano, può temporaneamente allungare parti del suo corpo come mani, braccia e gambe;
- Jami l'Assemblatore: Ungherese, è un genio dell'elettronica;
- Musawwira l'Organizzatrice: originaria del Ghana, ha una particolare capacità di organizzazione;
- Bari il Guaritore: con un solo tocco della mano può guarire ferite e traumi.

Questi ragazzi sono addestrati dal Dottor Ramzi Razem, che dà inizio a tutta la storia. Discendente di uno dei "Guardiani della Saggezza", ossia coloro che controllavano la biblioteca a Baghdad, insegna ai ragazzi come utilizzare i loro poteri. Ha 35 anni, di origini sconosciute, storico, psicologo e docente. Altro personaggio fondamentale nel fumetto è Rughal, l'acerrimo nemico del gruppo. Di origini spagnole, non invecchia mai ed ha visioni sul presente e sul futuro.

## Adattamenti
Il parco a tema The 99 ha aperto a Jahra, in Kuwait, nel marzo 2009.
È stata prodotta una serie animata, The 99, e Teshkeel Comics ha firmato un accordo multimilionario con Endemol per la produzione della serie. La serie è stata successivamente vietata dal Kuwait. La serie è andata in onda in quasi 70 paesi, tra cui ATV in Turchia, Cartoon Network in Asia e Sud-Est asiatico, RTE in Irlanda, ABC in Australia e Yahoo!, la piattaforma video-on-demand di Maktoob, e MBC nella regione MENA. La serie è stata lanciata su Netflix nel dicembre 2012. Questa serie di cartoni animati è stata molto apprezzata da Barack Obama, mentre invece non è stata gradita dagli arabi, e in particolare dal Consiglio per la Ricerca e la Fatwa. Non accettano infatti che i 99 nomi sacri di Allah vengano rappresentati in tv.
Un sito web interattivo dedicato a questa squadra di supereroi, the99kids.com, è stato progettato da Aardman.
Il fumetto islamico "The 99" è stato anche protagonista dell'evento ufficiale del ComicsDay a Napoli, "il Fumettour". Ha proposto infatti la mostra “The World fo the 99″.
Il creatore Naif Al-Mutawa e The 99 sono stati i soggetti del documentario di 60 minuti della PBS Wham! Bam! Islam! di Isaac Solotaroff trasmesso nell'ottobre 2011 come prima puntata della stagione della serie "Independent Lens" della PBS.
Al-Mutawa e The 99 sono stati protagonisti di Manislam, un documentario del 2014 diretto da Nefise Özkal Lorentzen che esplora il peso della virilità nelle culture islamiche.

## Accoglienza critica e recensioni
La rivista Forbes ha definito questa collana di fumetti "una delle tendenze che colonizzerà il mondo", vista la grande diffusione che ha avuto tra i giovani. Il fumetto ha entusiasmato anche il Presidente degli Stati Uniti d'America Barack Obama che, in un suo discorso, l'ha definito "un esempio di tolleranza ed innovazione". Questo perché ha come protagonisti eroi ed eroine che provengono da molte parti del mondo, che vogliono rappresentare l'eliminazione delle differenze e dei pregiudizi dovuti alle diverse idee, pelli, religioni e culture.
Ha ricevuto anche critiche per la distribuzione in Occidente. Molti infatti, restando ancora attaccati ai fatti accaduti l'11 settembre 2001 non accettano che la cultura araba e la religione musulmana possa avvicinarsi al mondo occidentale. Il disegnatore Al-Mutawa ha dichiarato che il fumetto non ha contenuti politici o religiosi. Non ci sono mai, infatti, rimandi espliciti alla religione islamica. Il creatore ha affermato "Non cerco di convertire nessuno". Il suo è solo un voler dare alle nuove generazioni di musulmani dei modelli migliori.